# Cargill
Cargill, Incorporated je americká, soukromě vlastněná, nadnárodní korporace, mající sídlo v Minneapolis ve státě Minnesota. Byla založena v roce 1865 Williamem W. Cargillem a nyní je s ročními výnosy přesahující stomiliardovou hranici největší americkou korporací v soukromém vlastnictví (a včetně těch veřejně vlastněných v první desítce).

## Oblast podnikání
Podnikání Cargillu zahrnuje nákup, zpracování a distribuci obilí a dalších zemědělských komodit, stejně jako výrobu a prodej potravin pro hospodářská zvířata a ingredience pro zpracované potraviny a farmaceutika. Též provozuje rozsáhlou divizi služeb, která zvládá finanční rizika na komoditních trzích pro tuto společnost. V roce 2003 rozdělila část svých finančních operací do záložního fondu nazvaném Black River Asses Management, s přibližně 10 mld. dolarů v aktivech. Vlastní 2/3 akcií The Mosaic Company, jednoho z největších výrobců a prodejců živin z koncentrovaných fosfátů a uhličitanu draselného.

## Velikost společnosti
Ve fiskálním roce 2010 ohlásila výnosy 107,9 a rok před tím dokonce 116,6 miliard amerických dolarů se ziskem 3,33 miliard, v roce 2010 s 2,6 mld dolarů. Cargill zaměstnává přes 160 tisíc zaměstnanců v 67 zemích světa na všech kontinentech kromě Antarktidy. Čtvrtina amerického exportu obilí jde právě z Cargill Incorporated, společnost též dodává na domácí trh 22 % masa. Je největším výrobcem drůbežího masa v Thajsku, maso dovážené z Argentiny tvoří největší exportní položku země; všechna vejce určená do řetězce McDonald's ve Spojených státech amerických projdou přes Cargill. Je jediným americkým výrobcem soli typu Alberger process, která je vysoce ceněna v oblasti rychlého občerstvení.
Cargill zůstává rodinnou firmou, neboť potomci zakladatelů z rodiny Cargillů a MacMillanů vlastní 85% podíl a většinu ze zisků reinvestovali zpět do společnosti. Výkonným ředitelem Cargillu je Gregory R. Page, který v polovině roku 2007 nahradil Warrena Staleyho.

## Kritika
Společnost a její obchodní a operativní praktiky neunikly ani kritice. Ta zahrnuje:
- porušování lidských práv v jejích pobočkách na Mali, Pobřeží slonoviny a Uzbekistánu z roku 2005
- uvolnění kontaminovaného obilí v případě z roku 1970 a masa ve dvou případech z let 2007 a 2009
- odlesňování Amazonského pralesa ve prospěch sójových polí společnosti, z let 2003 a 2006